# Plano (Illinois)
Plano is een plaats (city) in de Amerikaanse staat Illinois, en valt bestuurlijk gezien onder Kendall County.

## Demografie
Bij de volkstelling in 2000 werd het aantal inwoners vastgesteld op 5633. In 2006 is het aantal inwoners door het United States Census Bureau geschat op 9415, een stijging van 3782 (67,1%).

## Geografie
Volgens het United States Census Bureau beslaat de plaats een oppervlakte van 9,2 km², waarvan 9,1 km² land en 0,1 km² water. Plano ligt op ongeveer 216 m boven zeeniveau.

## Plaatsen in de nabije omgeving
De onderstaande figuur toont nabijgelegen plaatsen in een straal van 16 km rond Plano.